# Воронин, Владимир Васильевич
Владимир Васильевич Воронин (15 [27] июля 1870, Никольское, Одоевский уезд, Тульская губерния — 11 ноября 1960, Тбилиси, Грузинская ССР, СССР) — советский патофизиолог, профессор, почётный академик АН Грузии, Заслуженный деятель науки Грузинской ССР (1940).

## Биография
Родился 15 июля 1870 года в селе Никольское Тульской губернии в семье агронома. После окончания Тульской гимназии, поступил в Московский государственный университет в котором учился с 1888 по 1893 год. В студенческие годы был учеником зоолога М. Ю. Зографа, гистолога А. И. Бабухина и терапевта Г. А. Захарьина. Ученик профессора А. Б. Фохта. В 1896—1897 уехал в командировку во Францию и Германию. В 1897 году защитил докторскую диссертацию «Исследование воспаления» получив степень доктора медицинских наук. С 1908—1923 годы заведующий кафедрой патологической физиологии на медицинском факультете Новороссийского университета (ныне Одесский национальный университет имени И. И. Мечникова), с 1913—1916 и 1919—1920 годы декан медицинского факультета того же заведения, с 1917—1918 год заведующий кафедрой гистологии и эмбриологии, с 1916 года директор Одесской бактериологической станции. За организацию борьбы с эпидемией чумы в Одессе награждён Орденом Святой Анны 3-й степени. В 1922 году переехал в Грузию. В 1955 году профессор Тбилиского медицинского института, с 1944 руководил отделом патофизиологии и морфологии нервной системы АН Грузинской ССР. Основоположник грузинской научной школы патофизиологов.

## Научная деятельность
Владимир Васильевич внёс вклад в изучение капилляр, воспалению, а также решению проблем физиологии и патологии кровообращения. Автор около 70 научных работ посвященных вопросам изучения патофизиологии, морфологии, микробиологии, эпидемиологии, применению методов статистики и кибернетики в медицине. В числе участников В. В. Воронина были А. А. Богомолец, П. А. Герцен, В. П. Филатов, С. М. Щастный, Г. Н. Сперанский, М. А. Ясиновский и А. М. Мелик-Меграбов. Под руководством В. В. Воронина в 1909 году А. А. Богомолец защитил докторскую диссертацию «К вопросу о микроскопическом строении и физиологическом значении надпочечников».

## Интересные факты
В. В. Воронин был награждён премией носящая имя его ученика А. А. Богомольца.